# Rothera

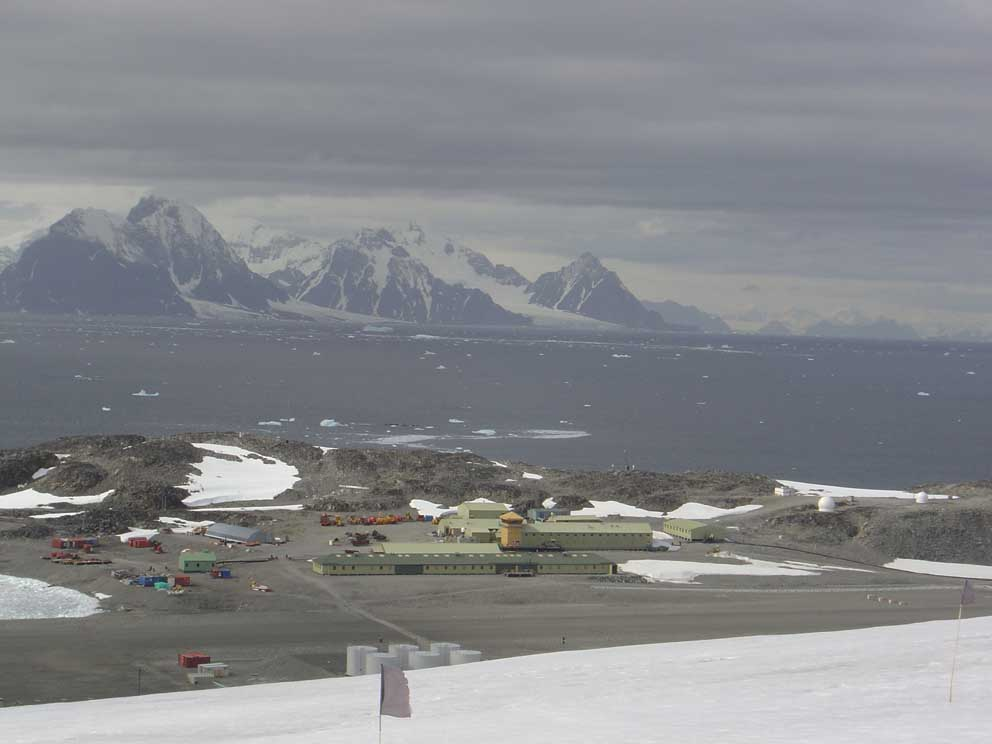
Trạm vào mùa Hè, nhìn về hướng tây nam

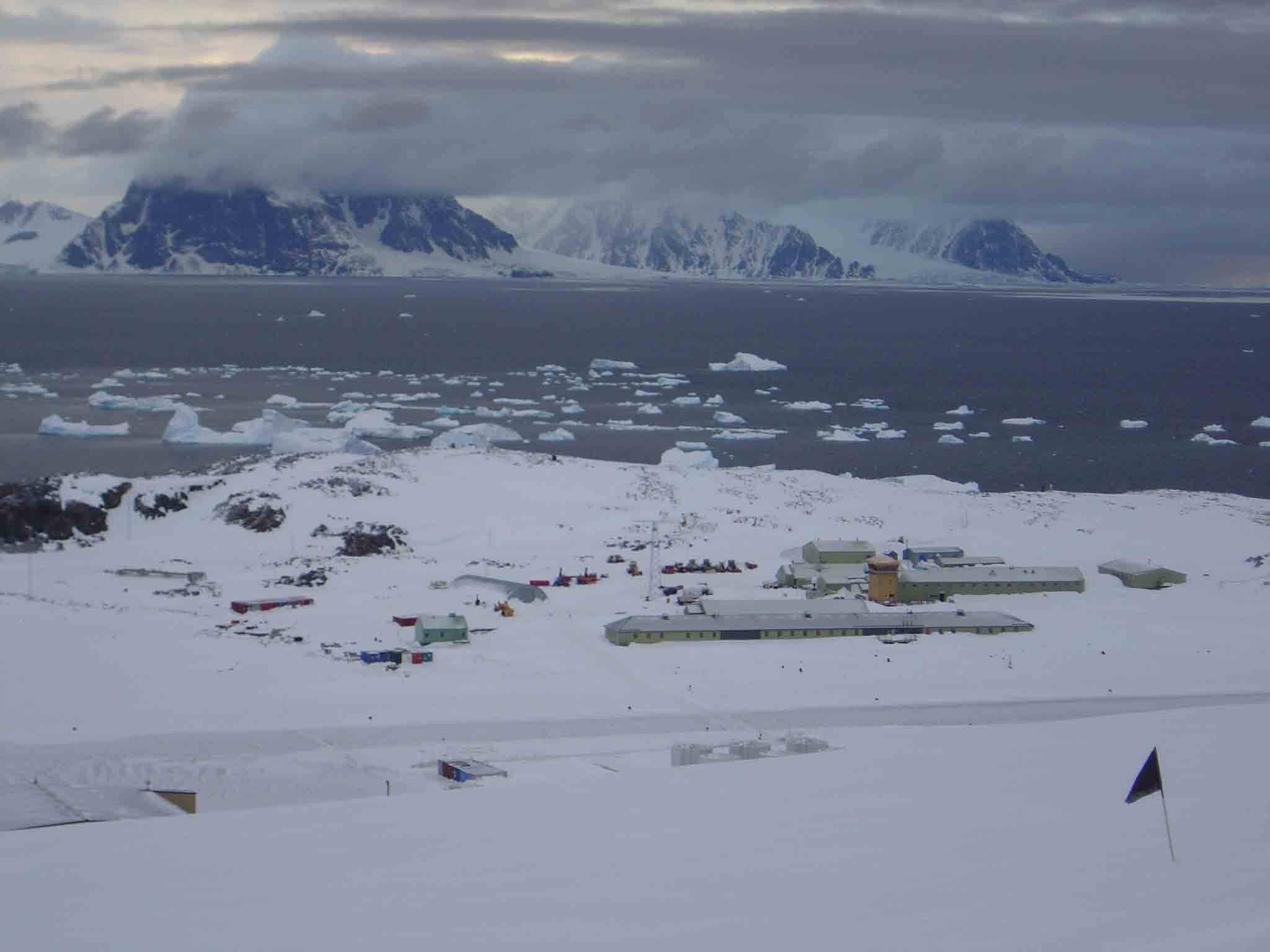
Trạm Rothera từ Reptile Ridge tháng 11 năm 2003.

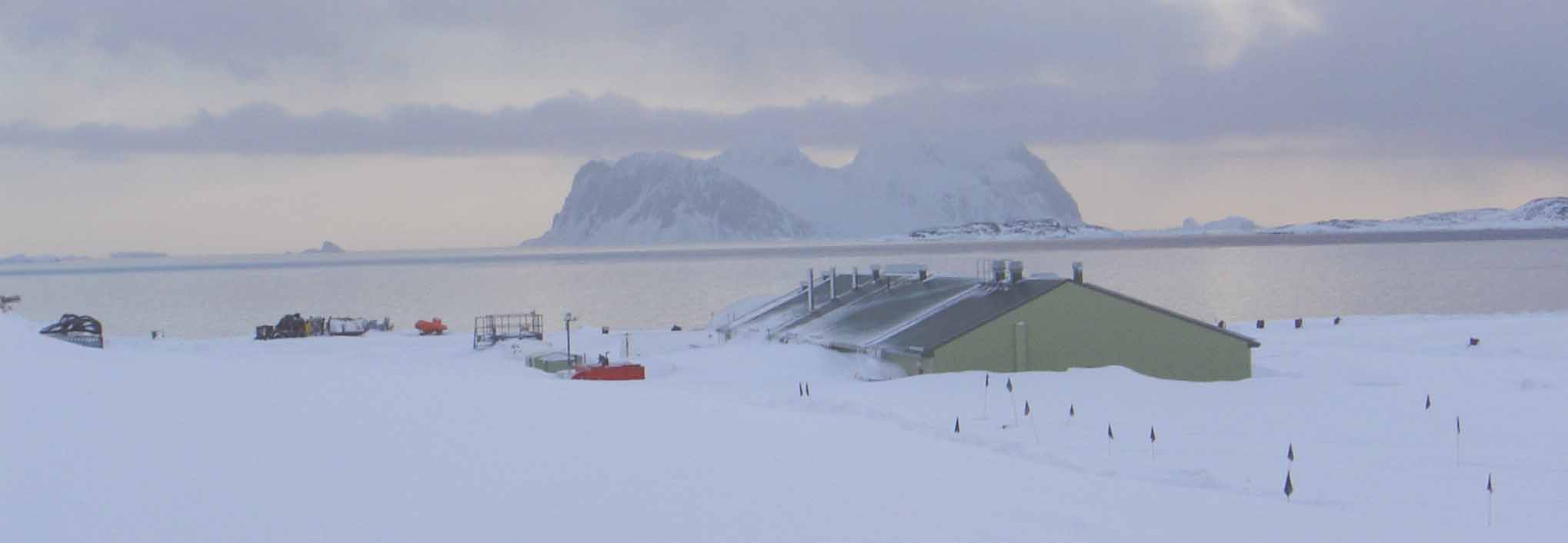
New Bonner Lab tại Trạm Rothera tháng 11 năm 2003.

Trạm Nghiên cứu Rothera là một Cơ sở Khảo sát Nam Cực của Anh (BAS) trên bán đảo Nam Cực, tọa lạc tại Điểm Rothera, Đảo Adelaide. Rothera cũng phục vụ như là thủ phủ của Lãnh thổ Nam Cực thuộc Anh, Lãnh thổ hải ngoại thuộc Anh.
Trạm Rothera được thiết lập năm 1975 để thay thế Trạm Adelaide (1961-1977) nơi đường trượt tuyết đã xuống cấp.